# ディス・タイム (ブライアン・アダムスの曲)
「ディス・タイム」(This Time) は、カナダのロック・スター、ブライアン・アダムスのヒット曲で、1983年のアルバム『カッツ・ライク・ア・ナイフ (Cuts Like a Knife)』の3曲目に収録された。シングルは1983年秋に、『ビルボード』誌のBillboard Hot 100で最高24位、Top Rock Tracks チャートで最高21位まで上昇した。カナダのチャートでは最高32位となった。UK盤のリリースは1985年であったが、1986年には全英シングルチャートで最高41位に達した。バッキング・ボーカルはアダムス自身とともにルー・グラムとキース・スコットが担当していた。

## B面曲
7インチ・シングルのB面には、国ごとに様々な曲が収められた。1983年にリリースされた各国盤のうち、カナダ盤には「ロンリー・ナイツ (Lonely Nights)」が収められた、日本盤も同様であったが、US盤やオーストラリア盤、ニュージーランド盤では「フィッツ・ヤ・グッド (Fits Ya Good)」が収録され、オランダ盤では「ユー・ウォント・イット・ユー・ガット・イット (You Want It, You Got It)」がB面に収録されていた。また、UK盤12インチ・シングルのB面には、「アイム・レディー (I'm Ready)」と「ロンリー・ナイツ」の2曲が収められていた。
1985年にリリースされたUK盤では「アイム・レディー」、翌1986年に改めてリリースされたオーストラリア盤もこの曲をB面に収めていた。